# Kanton Compiègne-Nord
Compiègne-Nord is een voormalig kanton van het Franse departement Oise. Het kanton maakte deel uit van het arrondissement Compiègne. Het werd opgeheven bij decreet van 20 februari 2014 met uitwerking in maart 2015.

## Gemeenten
Het kanton Compiègne-Nord omvatte de volgende gemeenten:
- Bienville
- Choisy-au-Bac
- Clairoix
- Compiègne (deels, hoofdplaats)
- Janville
- Margny-lès-Compiègne